# Fehrbelliner Platz (metrostation)
Fehrbelliner Platz is een station van de metro van Berlijn, gelegen onder het gelijknamige plein in het Berlijnse stadsdeel Wilmersdorf, te midden van diverse overheidsinstellingen. Het metrostation werd geopend op 12 oktober 1913 aan het eerste deel van de Wilmersdorf-Dahlemer U-Bahn, de huidige lijn U3. Met de komst van de U7 op 29 januari 1971 werd Fehrbelliner Platz een overstapstation. Beide lijnen kruisen elkaar op twee niveaus.
Het op het bovenste niveau - direct onder de straat - gelegen station van de U3 heeft een eilandperron en ligt in een flauwe bocht. Zoals alle stations op het Wilmersdorfse deel van de U3 werd het ontworpen door Wilhelm Leitgebel. De wanden zijn bekleed met lichtgroene keramische tegels. In gedecoreerde lijsten aan de wanden is in mozaïek de stationsnaam aangebracht. Het dak wordt ondersteund door achthoekige met donkerrode tegels beklede zuilen. Op de plekken waar aanvankelijk reclameborden hingen zijn sinds 1978 foto's van Berlijn van Heinrich Zille te zien. Aan beide uiteinden gaat het perron over in kleine stationshallen, van waaruit trappen naar de oppervlakte leiden.

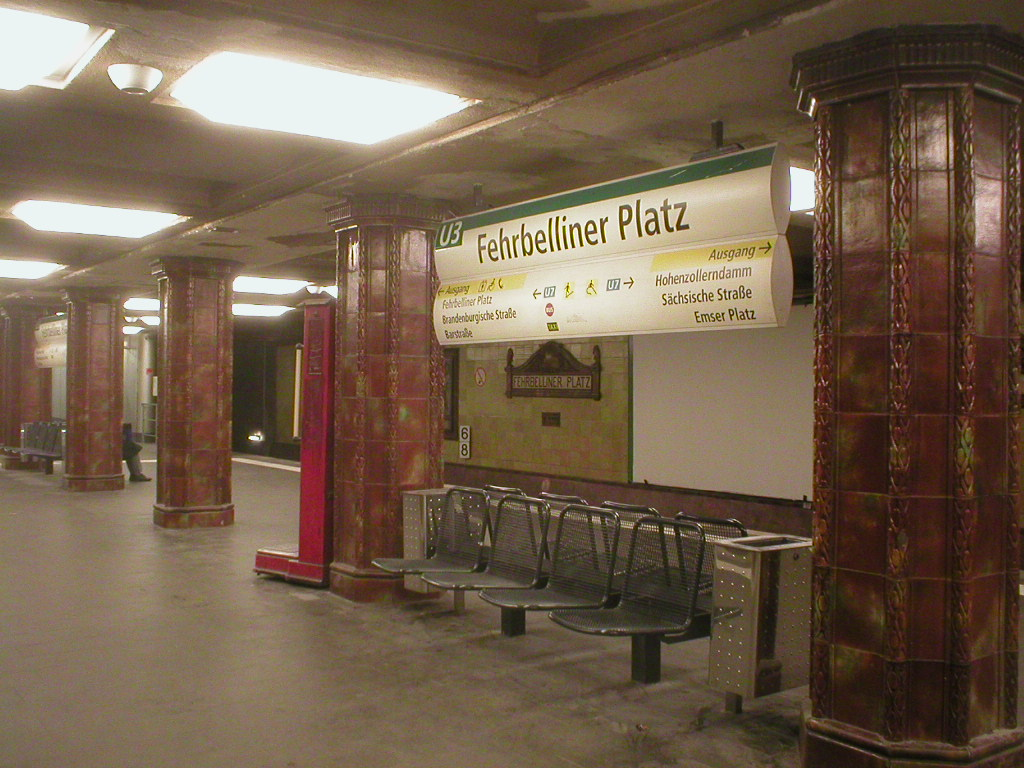
Perron van de U3

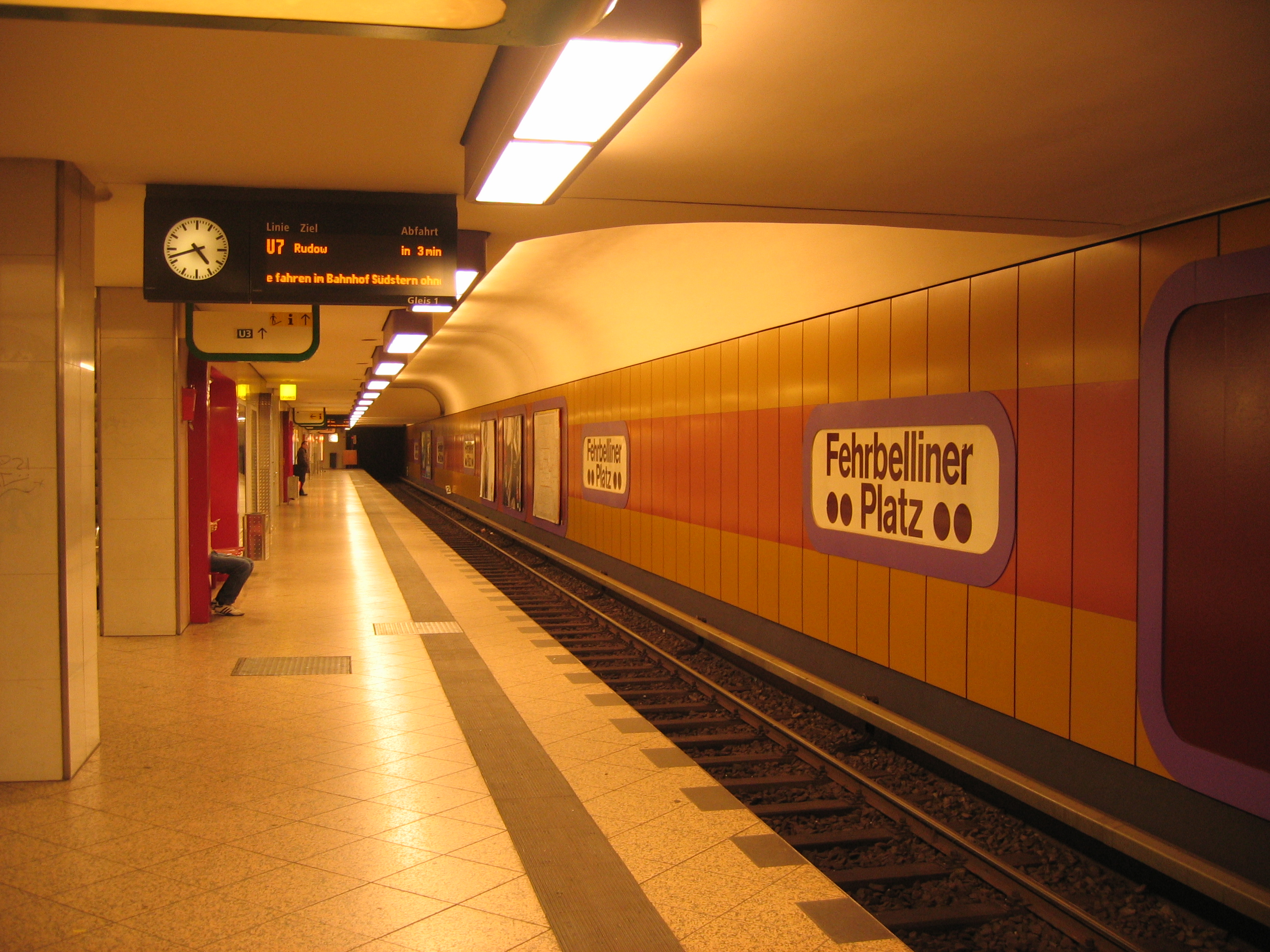
Perron van de U7

Tot 1929 moesten passagiers in zuidelijke richting op Fehrbelliner Platz overstappen in kortere treinen, aangezien het tracé naar de Thielplatz aanzienlijk minder druk was. Om deze reden beschikt station Fehrbelliner Platz over een aantal opstelsporen.
Een niveau lager ligt het in 1971 geopende station van de U7, dat eveneens over een eilandperron beschikt. De perronhal heeft een zeer kleurrijke inrichting: de wanden zijn bekleed met oranje en gele metaalplaten, de stationsborden hebben een brede violette omlijsting en de kiosken en nissen zijn in rood uitgevoerd. Het dak, dat hoger is boven de sporen, is geel en wit geverfd. Tot de verlenging van de U7 op 28 april 1978 was Fehrbelliner Platz het westelijke eindpunt van de lijn, waartoe er ook hier een opstelterrein aanwezig was. Tussen 2001 en 2002 onderging het station een uitgebreide renovatie.
Aan hun zuidelijke uiteinde zijn beide niveaus door trappen met elkaar verbonden, daarnaast bestaat er een verbindingstunnel tussen het midden van de perrons en een ondergrondse stationshal. Om het ontwerp van het uit 1913 daterende station van de U3, een beschermd monument, niet te verstoren kregen de nieuwe verbindingstrappen balustrades van de gerenoveerde Kaiserdammbrücke. Beide perrons beschikken over meerdere uitgangen, waarvan enkele uitkomen in een knalrood toegangsgebouw op het plein. Dit gebouw werd tegelijkertijd met de komst van de U7 geopend en wordt gedomineerd door een rood-groene klokkentoren met het logo van de Berlijnse metro.